# Microsoft Dynamics CRM
 (août 2020).
Si vous disposez d'ouvrages ou d'articles de référence ou si vous connaissez des sites web de qualité traitant du thème abordé ici, merci de compléter l'article en donnant les références utiles à sa vérifiabilité et en les liant à la section « Notes et références ».
Microsoft Dynamics CRM est un logiciel de gestion de la relation client développé par Microsoft. Il fait partie de la famille de produits Microsoft Dynamics.
La version actuelle de MS CRM 365 est sortie à la fin de l'année 2016.

## Historique
Les plus notables évolutions entre la version 3.0 de la CRM et la version 1.2 (la version 2 n’étant jamais sortie) sont la facilité de personnaliser celle-ci, le remplacement du moteur de rapports Crystal Reports par celui de MS SQL Reporting Services, la possibilité de s’exécuter sur Vista et Outlook 2007 et le support d’Exchange 2007.

## Fonctionnalités
Microsoft CRM peut être intégré sur des périphériques Windows Mobile via le client Microsoft CRM Mobile. Des applications tierces, comme Tendigits MobileAccess, permettent l’intégration sur des périphériques BlackBerry.
La version 4.0 apporte son lot de nouvelles fonctionnalités, comme la détection des doublons et autres améliorations, les plus importantes étant, peut-être, un vrai système multi-devises et l’hébergement de plusieurs organisations sur le même serveur (version Entreprise).
Microsoft Dynamics CRM 4.0 apporte les améliorations suivantes :
- Architecture plus robuste et plus évolutive
- Amélioration de l’accès distant évitant le recours systématique au VPN
- Meilleures performances en particulier avec le client Outlook
- Intégration Outlook 2007 améliorée avec le Ruban
- Multi-devises
- Facilité de créer des rapports évolués (basés maintenant sur SQL Reporting Services au lieu de Crystal Reports)
- Facilité de créer des déroulements d'opérations (« workflow ») plus complexes et offrant plus de possibilités (basés maintenant sur Windows Workflow Foundation (.Net 3), le même moteur que celui de MOSS 2007)
- Puissant Routeur de mail compatible avec Exchange 2007 et maintenant avec les comptes POP3
- Support du matériel 64 bits amélioré, ce qui permet un fort gain de performances, si plus de 4 Gig de RAM sont disponibles
- Outils d’imports de données plus efficaces, fonctions de détections de doublons, possibilité d’enrichissement des données (export puis réimport avec des données additionnelles)
- Fonctions de publipostage améliorées
- Lookups plus rapides à l’utilisation (saisie directe et auto-résolution des noms)
- Possibilités de relations plus évoluées entre entités – many to many, self-referential
- Amélioration des techniques de développements - Web Services étendus, modèle d’événements unifiés, plug-ins pour remplacer les callouts[Quoi ?]
- Light enquiry user licence now available - potentially reducing the costs associated with rolling out across larger organisations[Quoi ?]
- Intégration de la présence des utilisateurs avec Microsoft Office Communicator/Windows Live Messenger[1]